# Complex de Pigmalió
El complex de Pigmalió és el desig de crear o modelar a alguna cosa o a algú fins que sigui perfecte. Rep el nom pel seu vincle amb el mite grec homònim. No s'ha de confondre amb l'Efecte Pigmalió.